# Nico Hülkenberg
Nicolas „Nico” Hülkenberg (ur. 19 sierpnia 1987 w Emmerich am Rhein) – niemiecki kierowca wyścigowy  który startuje w Formule 1 zdobywca jednego podium w Formule 1 oraz Zwycięzca 24-godzinnego wyścigu Le Mans 2015. 
Jego menadżerem był Willi Weber, który prowadził karierę Michaela Schumachera.

## Życiorys

### Początki kariery
Hülkenberg rozpoczął karierę od kartingu w 1997 roku. Osiągnął mistrzostwo Niemiec, zarówno w kategorii juniorów, jak i seniorów, w roku 2002. Zadebiutował w Formule BMW, w zespole Josef Kaufmann Racing. W pierwszym sezonie startów, zdobywając 287 punktów (9 zwycięstw na 20 wyścigów), zdobył w niej tytuł mistrzowski.

### Formuła 3 i A1 Grand Prix

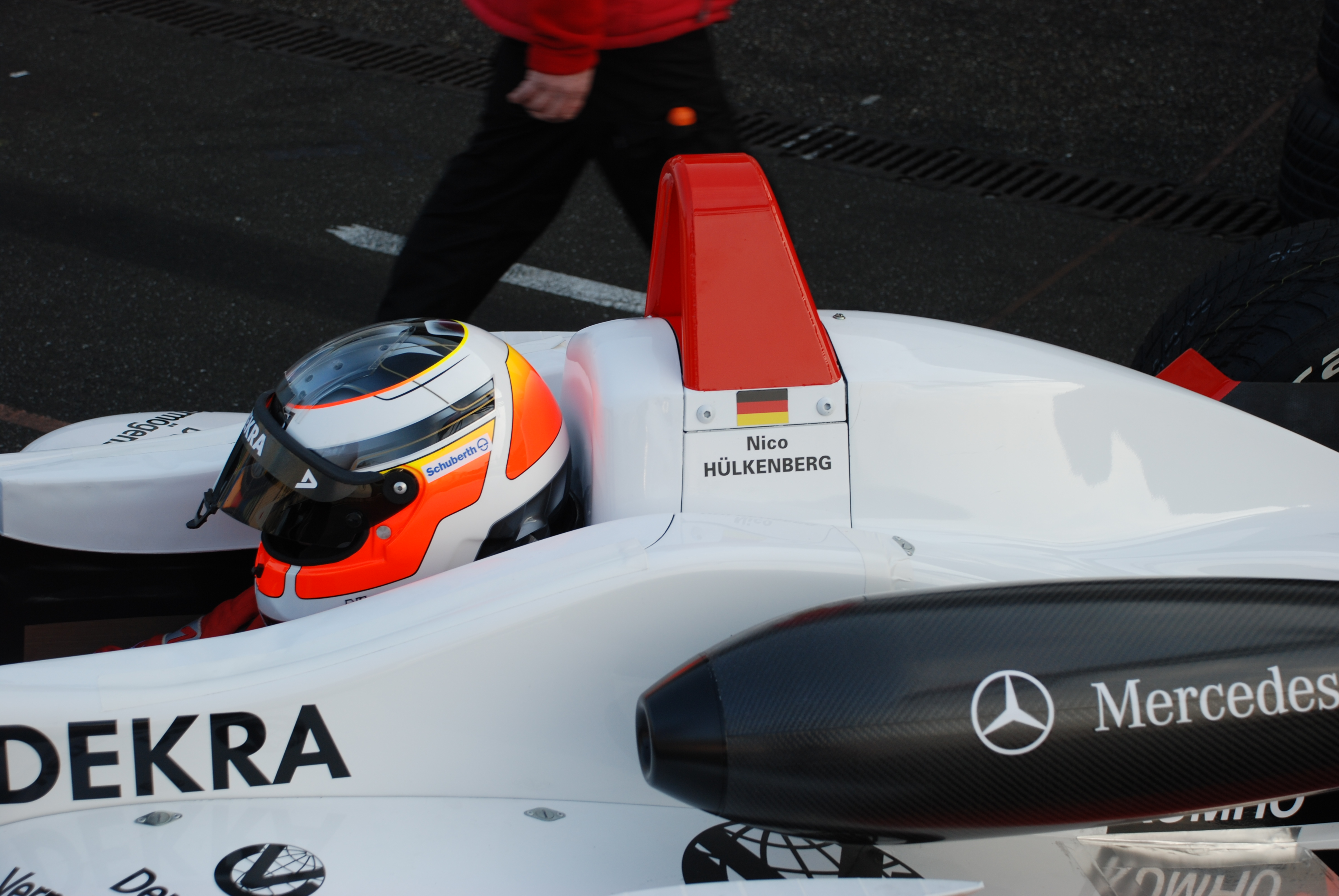
Nico Hülkenberg w bolidzie Formuły 3 Euro Series (2008)

Awansował do Niemieckiej Formuły 3, gdzie ponownie jeździł w ekipie Kaufmanna. W tej serii wygrał oraz zdobył kilka miejsc na podium. Ostatecznie zajął w niej 5. miejsce. Władze niemieckiego teamu, startującego w A1 Grand Prix, postanowiły zakontraktować go w roli głównego kierowcy (w jednej rundzie zastąpił go Christian Vietoris). Wygrał 9 wyścigów.
Podpisał kontrakt z ekipą ASM, startującą w Formule 3 Euro Series. Zdobył 78 punktów (cztery razy zwyciężał, w tym w wyścigu Masters at Zolder). W klasyfikacji generalnej osiągnął trzecią pozycję.
W drugim roku startów w Formule 3 był głównym kierowcą zespołu (przemianowanego na ART Grand Prix). Uzyskał 85 punktów, z dorobkiem siedmiu zwycięstw. Po dominującym sezonie był głównym faworytem do zwycięstwa w Grand Prix Makau. Konieczność przebywania na przygotowawczych testach GP2 zmusiły go jednak do zrezygnowania z wyjazdu do Azji.

### GP2
W sezonie 2009 awansował do GP2. W przerwie zimowej dla nabrania doświadczenia z nowym bolidem dostał szansę startów w zimowym odpowiedniku tego serialu – azjatyckiej serii GP2. W pierwszym wyścigu zdobył pole position, natomiast w trzecim pierwsze zwycięstwo. Mimo realnych szans na mistrzostwo (pomimo nieuczestnictwa w trzech wyścigach) szefostwo francuskiego zespołu postanowiło zastąpić go przyszłym partnerem Niemca, Pastorem Maldonado, ze względu na kontrakt obowiązujący również starty Wenezuelczyka w azjatyckiej serii.
W głównej edycji zdobył 100 punktów i wywalczył tytuł mistrzowski, jako trzeci, po Brytyjczyku Lewisie Hamiltonie i Niemcu Nico Rosbergu, kierowca zdobył tytuł mistrzowski w debiutanckim sezonie. Jako drugi w historii kierowca tej serii, po Brazylijczyku Nelsonie Piquecie Jr, zdominował weekend, którym okazał się być wyścig w Niemczech, na torze Nürburgring, w deszczowej pogodzie.

### Formuła 1

#### 2009–2010: Williams

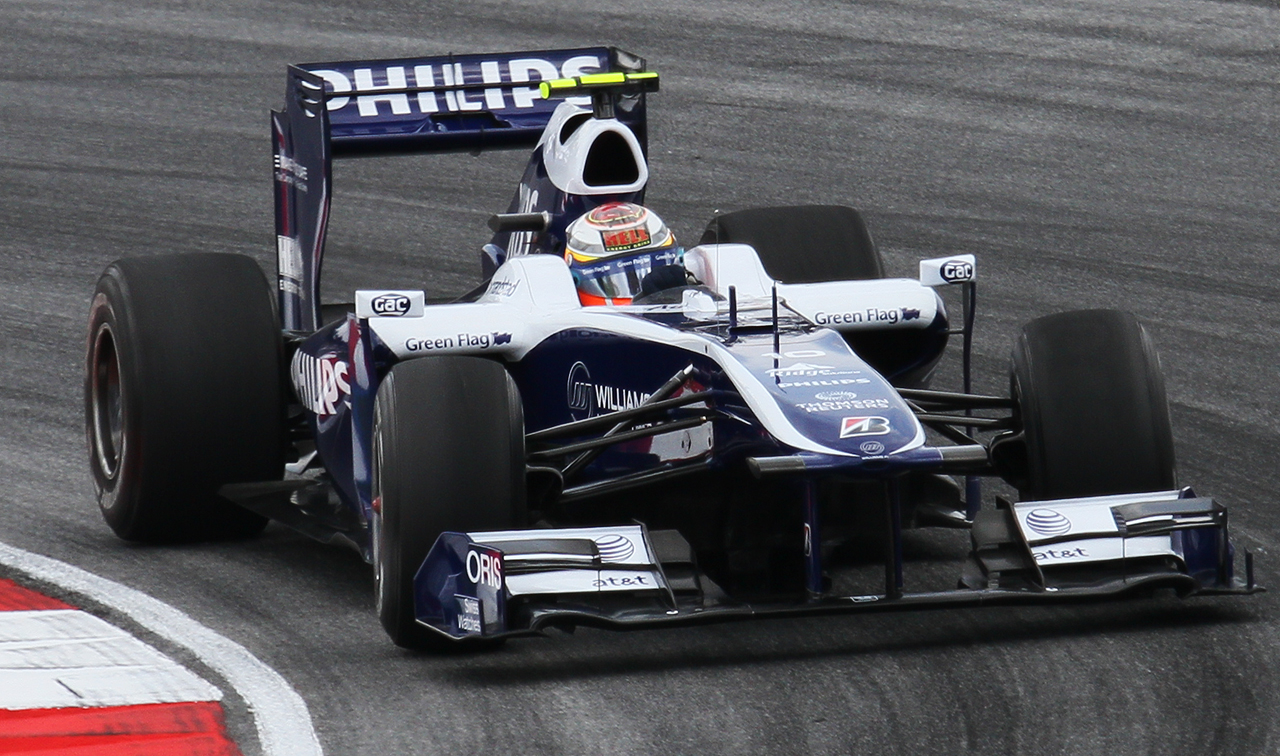
Nico Hulkenberg podczas Grand Prix Malezji (2010)

W latach 2008–2009, poza startami w juniorskich seriach, pełnił również rolę kierowcy testowego ekipy Williams. W 2009 roku pierwszy testował bolid Williams FW31. Dzięki mistrzostwie w serii GP2 dostał angaż w brytyjskim zespole AT&T Williams. Jego partnerem zespołowym został Rubens Barrichello. Podczas inauguracyjnego wyścigu o Grand Prix Bahrajnu Hülkenberg zajął trzynaste miejsce w kwalifikacjach. Przez błąd na początku wyścigu i spadek na koniec stawki, wyścig ukończył na czternastym miejscu. W następnym wyścigu w Australii zakwalifikował się na piętnastym miejscu. Podczas kwalifikacji do Grand Prix Malezji uzyskał piąty czas. Wyścig udało mu się ukończyć na dziesiątym miejscu zdobywając tym samym pierwszy punkt w karierze. Do wyścigu w Chińskiej Republice Ludowej startował szesnasty, a wyścig ukończył na miejscu piętnastym. W Grand Prix Hiszpanii w kwalifikacjach osiągnął trzynaste miejsce, wyścig zakończył na szesnastej pozycji. Do wyścigu o Grand Prix Monako wystartował jedenasty lecz podczas jazdy w tunelu na pierwszym okrążeniu rozbił bolid. Podczas kwalifikacji do Grand Prix Turcji osiągnął siedemnasty czas, wyścig zakończył także na tej pozycji. W Grand Prix Kanady zakwalifikował się na dwunastym miejscu. Wyścig zakończył na trzynastej pozycji. Do Grand Prix Europy, Hülkenberg startował z ósmego miejsca. Ustanowił ten sam czas co jego partner zespołowy Rubens Barrichello, ale dlatego, że jako pierwszy Hülkenberg przekroczył linię mety, to on wystartował ósmy, a nie dziewiąty. Przez pożar bolidu nie ukończył wyścigu. Startując trzynasty do wyścigu na Silverstone w Wielkiej Brytanii zdobył kolejny punkt w swej karierze dojeżdżając na dziesiątym miejscu. W wyścigu w Niemczech przez kłopoty z bolidem, wyścig Hülkenberg skończył na trzynastym miejscu. Grand Prix Węgier ukończył na szóstej pozycji. W Belgii był czternasty, a we Włoszech i Singapurze po raz kolejny zdobył po punkty. Na Monzy były to cztery punkty za siódme miejsce, a w Singapurze jedno. Podczas startu do Grand Prix Japonii na pierwszym okrążeniu w bolid Niemca uderzył Witalij Pietrow, uszkadzając mu zawieszenie i tym samym kończąc jego wyścig. W wyścigu w Korei Południowej zajął 10. miejsce. W kwalifikacjach do Grand Prix Brazylii na torze Interlagos zdobył pole position z przewagą ponad sekundy nad drugim Sebastianem Vettelem. Wyścig ten zakończył na ósmym miejscu za Nico Rosbergiem i przed Robertem Kubicą. Do Grand Prix Abu Zabi zakwalifikował się na piętnastym miejscu a wyścig zakończył na miejscu szesnastym. Sezon zakończył na 14. miejscu z 22. punktami.

#### 2011–2012: Force India

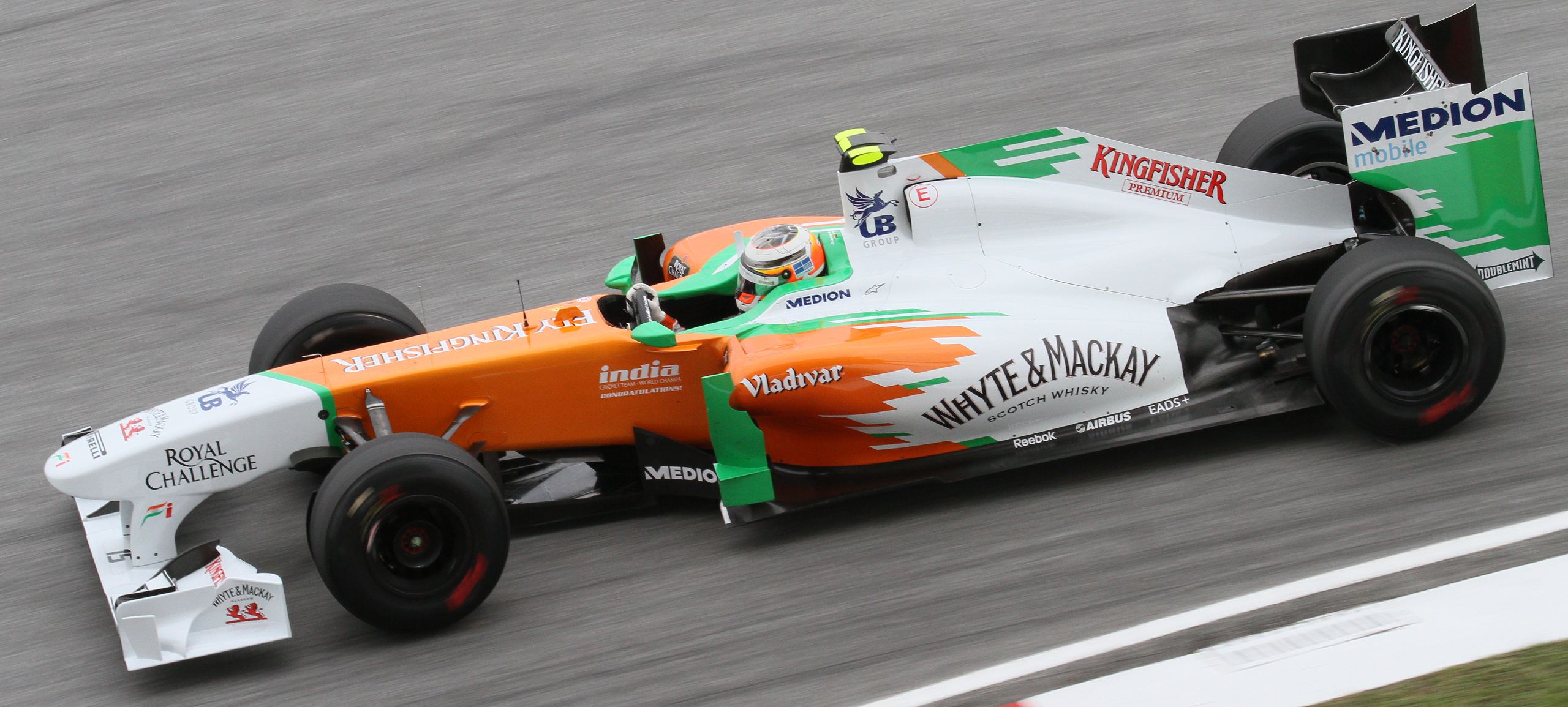
Nico Hülkenberg podczas Grand Prix Malezji w bolidzie Force India VJM04 (2011)

Na sezon 2011 Williams nie przedłużył kontraktu z Niemcem. Ponadto ogłoszono tę decyzję tak późno, że Hülkenberg nie zdołał znaleźć pracodawcy. Sezon ten spędził więc jako kierowca testowy w ekipie Force India. Z tym samym zespołem podpisał kontrakt kierowcy wyścigowego w sezonie 2012. Jego najwyższymi lokatami były czwarte miejsce podczas Grand Prix Belgii oraz piąte miejsca Walencji i w Brazylii. Z dorobkiem 63 punktów ukończył sezon na jedenastym miejscu w klasyfikacji generalnej.

#### 2013: Sauber
W 2013 roku Niemiec przeniósł się do Szwajcarskiej ekipy Sauber. Po raz kolejny jednak czekał go zawód. Sauber przestał być, w odróżnieniu od poprzedniego sezonu, liczącą się w stawce ekipą. Ponadto z powodu kłopotów finansowych Niemiec nie otrzymywał w ogóle pensji. Z tego też powodu zespół dał Hülkenberg wolną rękę w szukaniu nowego pracodawcy. Sytuacja nieco polepszyła się pod koniec sezonu, kiedy to Niemiec nawet otarł się o podium podczas Grand Prix Korei Południowej, a w innych wyścigach zajmował piąte-szóste pozycje. Ponadto polepszyła się sytuacja finansowa zespołu. Jednak ostatecznie Hülkenberg zdecydował się na zmianę ekipy, ogłaszając powrót do Force India.

#### Od 2014: Force India

##### 2014

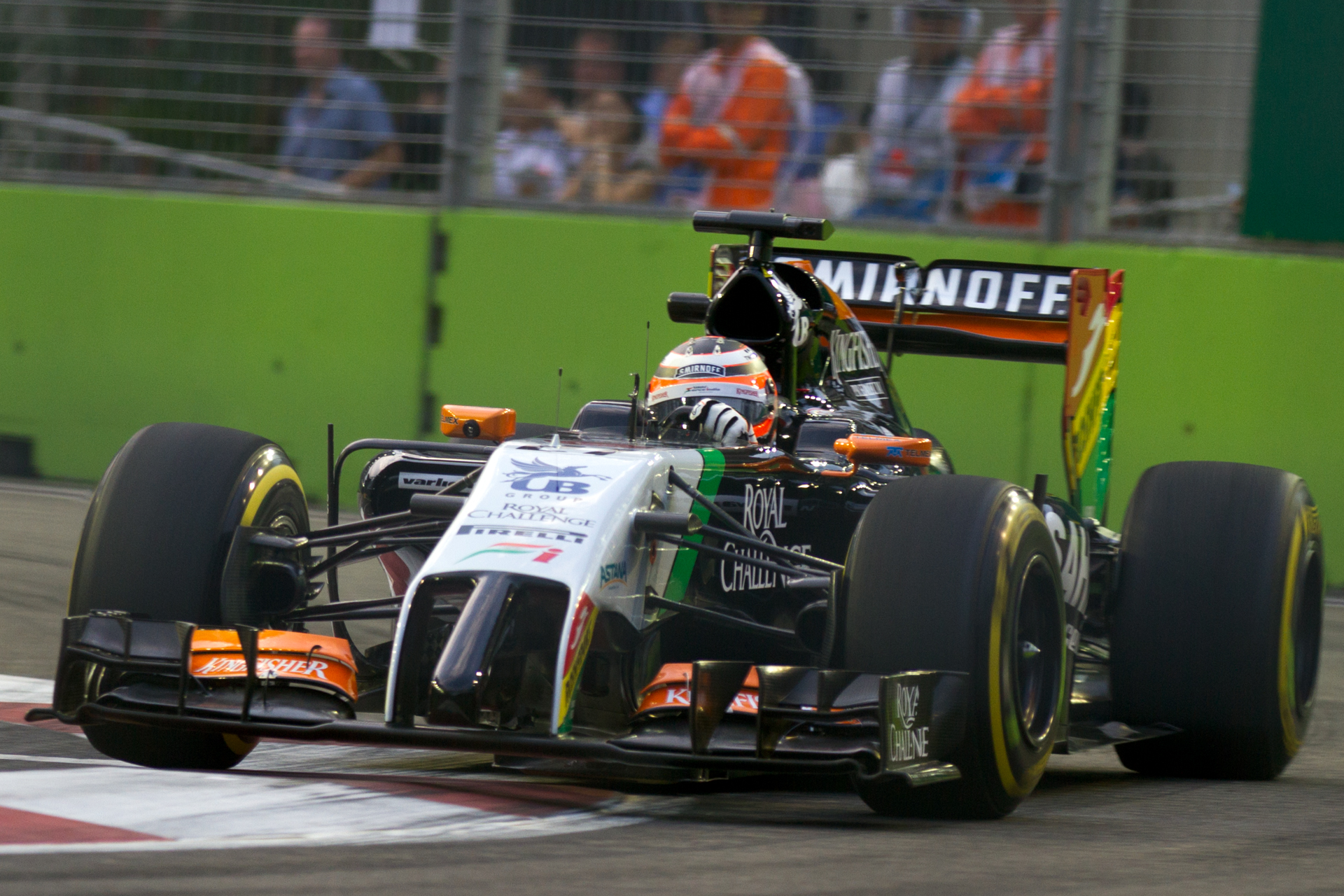
Nico Hülkenberg podczas Grand Prix Singapuru w bolidzie Force India VJM07 (2014)

Sezon 2014 Niemiec rozpoczął szóstą pozycją w Australii. W kolejnych dwóch wyścigach dwukrotnie był piąty, co sprawiło, że wyjeżdżając z Bahrajnu Hülkenberg był trzecim kierowcą klasyfikacji generalnej. Niemiec zdobywał punkty nieprzerwanie aż do Grand Prix Niemiec. W wyścigu o Grand Prix Węgier po raz pierwszy nie osiągnął linii mety. Po przerwie letniej wyniki Niemca pogorszyły się wraz z pogorszeniem się kondycji finansowej jego zespołu. Jednak również częściej teraz przegrywał ze swoim partnerem zespołowym Sergio Pérezem. Ostatecznie jednak pokonał Meksykanina i z dorobkiem 96 punktów został sklasyfikowany na 9 miejscu w końcowej klasyfikacji kierowców.

## Wyniki
| Legenda oznaczeń w tabelach wyników Wyświetl szablon na nowej stronie | Legenda oznaczeń w tabelach wyników Wyświetl szablon na nowej stronie                                                                     |
| Oznaczenie                                                            | Wyjaśnienie |
| --------------------------------------------------------------------- | --- |
| Złoty                                                                 | Zwycięzca lub mistrzostwo |
| Srebrny                                                               | 2. miejsce lub wicemistrzostwo |
| Brązowy                                                               | 3. miejsce lub II wicemistrzostwo |
| Zielony                                                               | Ukończył, punktował (w klasyfikacji generalnej, gdy zdobył co najmniej jeden punkt na przestrzeni sezonu, poza trzema powyższymi opcjami) |
| Niebieski                                                             | Ukończył, nie punktował (w klasyfikacji generalnej, gdy nie zdobył co najmniej jednego punktu na przestrzeni sezonu)                      |
| Czerwony                                                              | Nie zakwalifikował się (NZ) |
| Czerwony                                                              | Nie prekwalifikował się (NPK) |
| Różowy                                                                | Nie ukończył (NU) |
| Różowy                                                                | Niesklasyfikowany (NS) (w klasyfikacji generalnej, gdy nie został sklasyfikowany w żadnym wyścigu sezonu)                                 |
| Czarny                                                                | Zdyskwalifikowany (DK) |
| Czarny                                                                | Wykluczony (WYK/EX) |
| Biały                                                                 | Nie wystartował (NW) |
| Biały                                                                 | Kontuzjowany (K/INJ) |
| Biały                                                                 | Wyścig odwołany (OD/C) |
| Bez koloru                                                            | Został wycofany (WYC/WD) |
| Bez koloru                                                            | Nie przybył (NP/DNA) |
| Bez koloru                                                            | Nie brał udziału w treningach (NT/DNP) |
| Bez koloru                                                            | Nie został zgłoszony (–) |
| Pogrubienie                                                           | Start z pole position |
| Kursywa                                                               | Najszybsze okrążenie wyścigu |
| †                                                                     | Nie ukończył, ale jego rezultat został zaliczony ze względu na przejechanie więcej niż 90% dystansu wyścigu.                              |
| *                                                                     | Sezon w trakcie |
| 1/2/3                                                                 | Punktowana pozycja w sprincie |
| Lista systemów punktacji Formuły 1                                    | |

### Azjatycka Seria GP2
| Rok       | Zespół         | Wyniki w poszczególnych eliminacjach | Wyniki w poszczególnych eliminacjach | Wyniki w poszczególnych eliminacjach | Wyniki w poszczególnych eliminacjach | Wyniki w poszczególnych eliminacjach | Wyniki w poszczególnych eliminacjach | Wyniki w poszczególnych eliminacjach | Wyniki w poszczególnych eliminacjach | Wyniki w poszczególnych eliminacjach | Wyniki w poszczególnych eliminacjach | Wyniki w poszczególnych eliminacjach | Punkty | Pozycja |
| --------- | -------------- | ------------------------------------ | ------------------------------------ | ------------------------------------ | ------------------------------------ | ------------------------------------ | ------------------------------------ | ------------------------------------ | ------------------------------------ | ------------------------------------ | ------------------------------------ | ------------------------------------ | ------ | ------- |
| 2008/2009 | ART Grand Prix | CHN                                  | CHN                                  | ARE                                  | BHR                                  | BHR                                  | QAT                                  | QAT                                  | MAL                                  | MAL                                  | BHR                                  | BHR                                  | 27     | 6       |
| 2008/2009 | ART Grand Prix | -                                    | -                                    | -                                    | 4                                    | 4                                    | 1                                    | 3                                    | -                                    | -                                    | -                                    | -                                    | 27     | 6       |

### Seria GP2
| Rok  | Zespół         | Wyniki w poszczególnych eliminacjach | Wyniki w poszczególnych eliminacjach | Wyniki w poszczególnych eliminacjach | Wyniki w poszczególnych eliminacjach | Wyniki w poszczególnych eliminacjach | Wyniki w poszczególnych eliminacjach | Wyniki w poszczególnych eliminacjach | Wyniki w poszczególnych eliminacjach | Wyniki w poszczególnych eliminacjach | Wyniki w poszczególnych eliminacjach | Wyniki w poszczególnych eliminacjach | Wyniki w poszczególnych eliminacjach | Wyniki w poszczególnych eliminacjach | Wyniki w poszczególnych eliminacjach | Wyniki w poszczególnych eliminacjach | Wyniki w poszczególnych eliminacjach | Wyniki w poszczególnych eliminacjach | Wyniki w poszczególnych eliminacjach | Wyniki w poszczególnych eliminacjach | Wyniki w poszczególnych eliminacjach | Punkty | Pozycja |
| ---- | -------------- | ------------------------------------ | ------------------------------------ | ------------------------------------ | ------------------------------------ | ------------------------------------ | ------------------------------------ | ------------------------------------ | ------------------------------------ | ------------------------------------ | ------------------------------------ | ------------------------------------ | ------------------------------------ | ------------------------------------ | ------------------------------------ | ------------------------------------ | ------------------------------------ | ------------------------------------ | ------------------------------------ | ------------------------------------ | ------------------------------------ | ------ | ------- |
| 2009 | ART Grand Prix | ESP                                  | ESP                                  | MON                                  | MON                                  | TUR                                  | TUR                                  | GBR                                  | GBR                                  | DEU                                  | DEU                                  | HUN                                  | HUN                                  | VAL                                  | VAL                                  | BEL                                  | BEL                                  | ITA                                  | ITA                                  | POR                                  | POR                                  | 100    | 1       |
| 2009 | ART Grand Prix | 9                                    | 14                                   | 5                                    | 3                                    | 5                                    | 4                                    | 3                                    | 5                                    | 1                                    | 1                                    | 1                                    | 7                                    | 2                                    | 1                                    | 2                                    | NU                                   | 6                                    | 3                                    | 1                                    | 16                                   | 100    | 1       |

### 24h Le Mans
| Rok  | Zespół       | Partnerzy              | Samochód           | Klasa | Okrążenia | Poz. | Klasa Poz. |
| ---- | ------------ | ---------------------- | ------------------ | ----- | --------- | ---- | ---------- |
| 2015 | Porsche Team | Nick Tandy Earl Bamber | Porsche 919 Hybrid | LMP1  | 395       | 1    | 1          |

#### FIA World Endurance Championship
| Rok  | Zespół       | Klasa | Samochód           | Silnik                          | 1   | 2     | 3     | 4   | 5   | 6   | 7   | 8   | Pozycja | Punkty |
| ---- | ------------ | ----- | ------------------ | ------------------------------- | --- | ----- | ----- | --- | --- | --- | --- | --- | ------- | ------ |
| 2015 | Porsche Team | LMP1  | Porsche 919 Hybrid | Porsche 2.0 L Turbo V4 (Hybrid) | SIL | SPA 6 | LMS 1 | NÜR | COA | FUJ | SHA | BHR | 9       | 58     |

### Formuła 1
| Rok  | Zespół                                         | Samochód           | Silnik                  | Wyniki w poszczególnych eliminacjach | Wyniki w poszczególnych eliminacjach | Wyniki w poszczególnych eliminacjach | Wyniki w poszczególnych eliminacjach | Wyniki w poszczególnych eliminacjach | Wyniki w poszczególnych eliminacjach | Wyniki w poszczególnych eliminacjach | Wyniki w poszczególnych eliminacjach | Wyniki w poszczególnych eliminacjach | Wyniki w poszczególnych eliminacjach | Wyniki w poszczególnych eliminacjach | Wyniki w poszczególnych eliminacjach | Wyniki w poszczególnych eliminacjach | Wyniki w poszczególnych eliminacjach | Wyniki w poszczególnych eliminacjach | Wyniki w poszczególnych eliminacjach | Wyniki w poszczególnych eliminacjach | Wyniki w poszczególnych eliminacjach | Wyniki w poszczególnych eliminacjach | Wyniki w poszczególnych eliminacjach | Wyniki w poszczególnych eliminacjach | Wyniki w poszczególnych eliminacjach | Wyniki w poszczególnych eliminacjach | Wyniki w poszczególnych eliminacjach | Punkty | Pozycja |  |
| ---- | ---------------------------------------------- | ------------------ | ----------------------- | ------------------------------------ | ------------------------------------ | ------------------------------------ | ------------------------------------ | ------------------------------------ | ------------------------------------ | ------------------------------------ | ------------------------------------ | ------------------------------------ | ------------------------------------ | ------------------------------------ | ------------------------------------ | ------------------------------------ | ------------------------------------ | ------------------------------------ | ------------------------------------ | ------------------------------------ | ------------------------------------ | ------------------------------------ | ------------------------------------ | ------------------------------------ | ------------------------------------ | ------------------------------------ | ------------------------------------ | ------ | ------- |  |
| 2010 | AT&T Williams                                  | Williams FW32      | Cosworth CA2010         | BHR                                  | AUS                                  | MAL                                  | CHN                                  | ESP                                  | MON                                  | TUR                                  | KAN                                  | EUR                                  | GBR                                  | DEU                                  | HUN                                  | BEL                                  | ITA                                  | SIN                                  | JPN                                  | KOR                                  | BRA                                  | ABU                                  |                                      |                                      |                                      |                                      |                                      | 22     | 14      |  |
| 2010 | AT&T Williams                                  | Williams FW32      | Cosworth CA2010         | 14                                   | NU                                   | 10                                   | 15                                   | 16                                   | NU                                   | 17                                   | 13                                   | NU                                   | 10                                   | 13                                   | 6                                    | 14                                   | 7                                    | 10                                   | NU                                   | 10                                   | 8                                    | 16                                   |                                      |                                      |                                      |                                      |                                      | 22     | 14      |  |
| 2012 | Sahara Force India F1 Team                     | Force India VJM05  | Mercedes FO108Z 2,4l V8 | AUS                                  | MAL                                  | CHN                                  | BHR                                  | ESP                                  | MON                                  | KAN                                  | EUR                                  | GBR                                  | DEU                                  | HUN                                  | BEL                                  | ITA                                  | SIN                                  | JPN                                  | KOR                                  | IND                                  | ABU                                  | USA                                  | BRA                                  |                                      |                                      |                                      |                                      | 63     | 11      |  |
| 2012 | Sahara Force India F1 Team                     | Force India VJM05  | Mercedes FO108Z 2,4l V8 | NU                                   | 9                                    | 15                                   | 12                                   | 10                                   | 8                                    | 12                                   | 5                                    | 12                                   | 9                                    | 11                                   | 4                                    | 21†                                  | 14                                   | 7                                    | 6                                    | 8                                    | NU                                   | 8                                    | 5                                    |                                      |                                      |                                      |                                      | 63     | 11      |  |
| 2013 | Sauber F1 Team                                 | Sauber C32         | Ferrari 056 2,4l V8     | AUS                                  | MAL                                  | CHN                                  | BHR                                  | ESP                                  | MON                                  | KAN                                  | GBR                                  | DEU                                  | HUN                                  | BEL                                  | ITA                                  | SIN                                  | KOR                                  | JPN                                  | IND                                  | ABU                                  | USA                                  | BRA                                  |                                      |                                      |                                      |                                      |                                      | 51     | 10      |  |
| 2013 | Sauber F1 Team                                 | Sauber C32         | Ferrari 056 2,4l V8     | NW                                   | 8                                    | 10                                   | 12                                   | 15                                   | 11                                   | NU                                   | 10                                   | 10                                   | 11                                   | 13                                   | 5                                    | 9                                    | 4                                    | 6                                    | 19†                                  | 14                                   | 6                                    | 8                                    |                                      |                                      |                                      |                                      |                                      | 51     | 10      |  |
| 2014 | Sahara Force India F1 Team                     | Force India VJM07  | Mercedes PU106A 1.6T V6 | AUS                                  | MAL                                  | BHR                                  | CHN                                  | ESP                                  | MON                                  | KAN                                  | AUT                                  | GBR                                  | DEU                                  | HUN                                  | BEL                                  | ITA                                  | SIN                                  | JPN                                  | RUS                                  | USA                                  | BRA                                  | ABU                                  |                                      |                                      |                                      |                                      |                                      | 96     | 9       |  |
| 2014 | Sahara Force India F1 Team                     | Force India VJM07  | Mercedes PU106A 1.6T V6 | 6                                    | 5                                    | 5                                    | 6                                    | 10                                   | 5                                    | 5                                    | 9                                    | 8                                    | 7                                    | NU                                   | 10                                   | 12                                   | 9                                    | 8                                    | 12                                   | NU                                   | 8                                    | 6                                    |                                      |                                      |                                      |                                      |                                      | 96     | 9       |  |
| 2015 | Sahara Force India F1 Team                     | Force India VJM08  | Mercedes PU106A 1.6T V6 | AUS                                  | MAL                                  | CHN                                  | BHR                                  | ESP                                  | MON                                  | KAN                                  | AUT                                  | GBR                                  | HUN                                  | BEL                                  | ITA                                  | SIN                                  | JPN                                  | RUS                                  | USA                                  | MEX                                  | BRA                                  | ABU                                  |                                      |                                      |                                      |                                      |                                      | 58     | 10      |  |
| 2015 | Sahara Force India F1 Team                     | Force India VJM08  | Mercedes PU106A 1.6T V6 | 7                                    | 14                                   | NU                                   | 13                                   | 15                                   | 11                                   | 8                                    | 6                                    | 7                                    | NU                                   | NW                                   | 7                                    | NU                                   | 6                                    | NU                                   | NU                                   | 7                                    | 6                                    | 7                                    |                                      |                                      |                                      |                                      |                                      | 58     | 10      |  |
| 2016 | Sahara Force India F1 Team                     | Force India VJM09  | Mercedes PU106A 1.6T V6 | Australia                            | Bahrajn                              |                                      | Rosja                                | Hiszpania                            | Monako                               | Kanada                               | Unia Europejska                      | Austria                              | Wielka Brytania                      | Węgry                                | Niemcy                               | Belgia                               | Włochy                               | Singapur                             | Malezja                              | Japonia                              | Stany Zjednoczone                    | Meksyk                               | Brazylia                             |                                      |                                      |                                      |                                      | 72     | 9       |  |
| 2016 | Sahara Force India F1 Team                     | Force India VJM09  | Mercedes PU106A 1.6T V6 | 7                                    | 15                                   | 15                                   | NU                                   | NU                                   | 6                                    | 8                                    | 9                                    | 19†                                  | 7                                    | 10                                   | 7                                    | 4                                    | 10                                   | NU                                   | 8                                    | 8                                    | NU                                   | 7                                    | 7                                    | 7                                    |                                      |                                      |                                      | 72     | 9       |  |
| 2017 | Renault Sport Formula One Team                 | Renault R.S.17     | Renault R.E.17 1.6T V6  | Australia                            |                                      | Bahrajn                              | Rosja                                | Hiszpania                            | Monako                               | Kanada                               | Azerbejdżan                          | Austria                              | Wielka Brytania                      | Węgry                                | Belgia                               | Włochy                               | Singapur                             |                                      | Japonia                              | Stany Zjednoczone                    | Meksyk                               | Brazylia                             |                                      |                                      |                                      |                                      |                                      | 43     | 10      |  |
| 2017 | Renault Sport Formula One Team                 | Renault R.S.17     | Renault R.E.17 1.6T V6  | 11                                   | 12                                   | 9                                    | 8                                    | 6                                    | NU                                   | 8                                    | NU                                   | 13                                   | 6                                    | 17†                                  | 6                                    | 13                                   | NU                                   | 16                                   | NU                                   | NU                                   | NU                                   | 10                                   | 6                                    |                                      |                                      |                                      |                                      | 43     | 10      |  |
| 2018 | Renault Sport Formula One Team                 | Renault R.S.18     | Renault R.E.18 1.6T V6  | Australia                            | Bahrajn                              |                                      | Azerbejdżan                          | Hiszpania                            | Monako                               | Kanada                               | Francja                              | Austria                              | Wielka Brytania                      | Niemcy                               | Węgry                                | Belgia                               | Włochy                               | Singapur                             | Rosja                                | Japonia                              | Stany Zjednoczone                    | Meksyk                               | Brazylia                             |                                      |                                      |                                      |                                      | 69     | 7       |  |
| 2018 | Renault Sport Formula One Team                 | Renault R.S.18     | Renault R.E.18 1.6T V6  | 7                                    | 6                                    | 6                                    | NU                                   | NU                                   | 8                                    | 7                                    | 9                                    | NU                                   | 6                                    | 5                                    | 12                                   | NU                                   | 13                                   | 10                                   | 12                                   | NU                                   | 6                                    | 6                                    | NU                                   | NU                                   |                                      |                                      |                                      | 69     | 7       |  |
| 2019 | Renault F1 Team                                | Renault R.S.19     | Renault R.E.19 1,6 V6T  | Australia                            | Bahrajn                              |                                      | Azerbejdżan                          | Hiszpania                            | Monako                               | Kanada                               | Francja                              | Austria                              | Wielka Brytania                      | Niemcy                               | Węgry                                | Belgia                               | Włochy                               | Singapur                             | Rosja                                | Japonia                              | Meksyk                               | Stany Zjednoczone                    | Brazylia                             |                                      |                                      |                                      |                                      | 37     | 14      |  |
| 2019 | Renault F1 Team                                | Renault R.S.19     | Renault R.E.19 1,6 V6T  | 7                                    | 17†                                  | NU                                   | 14                                   | 13                                   | 13                                   | 7                                    | 8                                    | 13                                   | 10                                   | NU                                   | 12                                   | 8                                    | 5                                    | 9                                    | 10                                   | DK                                   | 10                                   | 9                                    | 15                                   | 12                                   |                                      |                                      |                                      | 37     | 14      |  |
| 2020 | BWT Racing Point F1 Team                       | Racing Point RP20  | BWT Mercedes 1,6T       | Austria                              |                                      | Węgry                                | Wielka Brytania                      | Wielka Brytania                      | Hiszpania                            | Belgia                               | Włochy                               | Toskania                             | Rosja                                | Niemcy                               | Portugalia                           | Włochy                               | Turcja                               | Bahrajn                              | Bahrajn                              |                                      |                                      |                                      |                                      |                                      |                                      |                                      |                                      | 10     | 15      |  |
| 2020 | BWT Racing Point F1 Team                       | Racing Point RP20  | BWT Mercedes 1,6T       | –                                    | –                                    | –                                    | NW                                   | 7                                    | –                                    | –                                    | –                                    | –                                    | –                                    | 8                                    | –                                    | –                                    | –                                    | –                                    | –                                    | –                                    |                                      |                                      |                                      |                                      |                                      |                                      |                                      | 10     | 15      |  |
| 2022 | Aston Martin Aramco Cognizant Formula One Team | Aston Martin AMR22 | Mercedes AMG F1 M13     | Bahrajn                              | Arabia Saudyjska                     | Australia                            | Emilia-Romania                       | Stany Zjednoczone                    | Hiszpania                            | Monako                               | Azerbejdżan                          | Kanada                               | Wielka Brytania                      | Austria                              | Francja                              | Węgry                                | Belgia                               | Holandia                             | Włochy                               | Singapur                             | Japonia                              | Stany Zjednoczone                    | Meksyk                               |                                      |                                      |                                      |                                      | 0      | 22      |  |
| 2022 | Aston Martin Aramco Cognizant Formula One Team | Aston Martin AMR22 | Mercedes AMG F1 M13     | 17                                   | 12                                   | –                                    | –                                    | –                                    | –                                    | –                                    | –                                    | –                                    | –                                    | –                                    | –                                    | –                                    | –                                    | –                                    | –                                    | –                                    | –                                    | –                                    | –                                    | –                                    | –                                    |                                      |                                      | 0      | 22      |  |
| 2023 | MoneyGram Haas F1 Team                         | Haas VF-23         | Ferrari 066/10          | Bahrajn                              | Arabia Saudyjska                     | Australia                            | Azerbejdżan                          | Stany Zjednoczone                    | Monako                               | Hiszpania                            | Kanada                               | Austria                              | Wielka Brytania                      | Węgry                                | Belgia                               | Holandia                             | Włochy                               | Singapur                             | Japonia                              | Katar                                | Stany Zjednoczone                    | Meksyk                               |                                      | Stany Zjednoczone                    |                                      |                                      |                                      | 9      | 16      |  |
| 2023 | MoneyGram Haas F1 Team                         | Haas VF-23         | Ferrari 066/10          | 15                                   | 12                                   | 7                                    | 17                                   | 15                                   | 17                                   | 15                                   | 15                                   | NU6                                  | 13                                   | 14                                   | 18                                   | 12                                   | 17                                   | 13                                   | 14                                   | 16                                   | 11                                   | 13                                   | 12                                   | 19†                                  | 15                                   |                                      |                                      | 9      | 16      |  |
| 2024 | MoneyGram Haas F1 Team                         | Haas VF-24         | Ferrari 066/12          | Bahrajn                              | Arabia Saudyjska                     | Australia                            | Japonia                              |                                      | Stany Zjednoczone                    | Emilia-Romania                       | Monako                               | Kanada                               | Hiszpania                            | Austria                              | Wielka Brytania                      | Węgry                                | Belgia                               | Holandia                             | Włochy                               | Azerbejdżan                          | Singapur                             | Stany Zjednoczone                    | Meksyk                               |                                      | Stany Zjednoczone                    | Katar                                |                                      | 41     | 11      |  |
| 2024 | MoneyGram Haas F1 Team                         | Haas VF-24         | Ferrari 066/12          | 16                                   | 10                                   | 9                                    | 11                                   | 10                                   | 117                                  | 11                                   | NU                                   | 11                                   | 11                                   | 6                                    | 6                                    | 13                                   | 18                                   | 11                                   | 17                                   | 11                                   | 9                                    | 8                                    | 9                                    | DK                                   | 8                                    | NU                                   | 8                                    | 41     | 11      |  |
| 2025 | Stake F1 Team Kick Sauber                      | Kick Sauber C45    | Ferrari 066/12          | Australia                            |                                      | Japonia                              | Bahrajn                              | Arabia Saudyjska                     | Stany Zjednoczone                    | Emilia-Romania                       | Monako                               | Hiszpania                            | Kanada                               | Austria                              | Wielka Brytania                      | Belgia                               | Węgry                                | Holandia                             | Włochy                               | Azerbejdżan                          | Singapur                             | Stany Zjednoczone                    | Meksyk                               |                                      | Stany Zjednoczone                    | Katar                                |                                      | 37*    | 9*      |  |
| 2025 | Stake F1 Team Kick Sauber                      | Kick Sauber C45    | Ferrari 066/12          | 7                                    | 15                                   | 16                                   | DK                                   | 15                                   | 147                                  | 12                                   | 16                                   | 5                                    | 8                                    | 9                                    | 3                                    | 12                                   |                                      |                                      |                                      |                                      |                                      |                                      |                                      |                                      |                                      |                                      |                                      | 37*    | 9*      |  |